# 北京市通州区市场监管局
39°54′40″N 116°38′56″E / 39.91111°N 116.64876°E
北京市通州区市场监管局是北京市通州区人民政府的一个部门。

## 领导
2021年2月，本机构的领导为：
- 冯源：北京市通州区市场监督管理局党组书记、局长。工作分工：负责全面工作
- 董迎旭：北京市通州区市场监督管理局党组成员、副局长。工作分工：负责信用、质量发展、食品药品安全综合协调、食品安全监督管理工作。分管企业信用建设与管理科、质量发展科、食品药品安全协调科、食品生产安全监督管理科、食品流通安全监督管理科、餐饮服务安全监督管理科、食品市场安全监督管理科。联系于家务乡市场监督管理所、临河里街道市场监督管理所
- 赵岩：北京市通州区市场监督管理局党组成员、副局长。工作分工：负责党建工作和党群、党风廉政建设、工会、离退休人员管理与服务、机关日常办公、新闻宣传、督查考核、政策研究、后勤保障及人事教育工作。分管党建工作科、机关党委、办公室、研究室、宣传科、人事教育科、区私营个体经济协会、机关后勤服务中心。联系永顺镇市场监督管理所、潞邑街道市场监督管理所
- 董武：北京市通州区市场监督管理局党组成员、副局长。工作分工：负责计量、标准化、特种设备安全监察工作。分管计量监督科、标准化科、特种设备安全监察科、计量检测所、特种设备检测所。联系永乐店镇市场监督管理所、九棵树街道市场监督管理所、文景街道市场监督管理所
- 张民：北京市通州区市场监督管理局党组成员、副局长。工作分工：负责药品、医疗器械监督管理工作。分管药品监督管理科、医疗器械监督管理科。联系玉桥街道市场监督管理所
- 王通新：北京市通州区市场监督管理局党组成员、副局长。工作分工：负责市场主体统一登记注册、科技和信息化建设、财务审计、档案及统一社会信用代码工作。分管登记注册科、科技与财务审计科、信息档案中心、组织机构代码中心、注册中心（政务服务中心）。联系宋庄镇市场监督管理所、中仓街道市场监督管理所
- 韩涛：北京市通州区市场监督管理局党组成员、副局长。工作分工：负责消费者权益保护、法制、产品质量安全监督管理（含非取证生产企业监督管理和相关认证工作）工作。分管消费者权益保护科、法制科、产品质量监督管理科、区消费者协会、工商学会。联系漷县镇市场监督管理所、台湖镇市场监督管理所
- 魏林海：北京市通州区市场监督管理局党组成员、副局长。工作分工：负责市场综合监督管理及市场秩序管理工作。分管市场监督管理一科、市场监督管理二科、执法协作科。联系马驹桥镇市场监督管理所、梨园镇市场监督管理所
- 杜伟利：北京市通州区市场监督管理局党组成员、北京市通州区市场监管综合执法大队队长。工作分工：负责市场监管综合执法工作。分管北京市通州区市场监管综合执法大队、原商务执法监察大队。联系潞城镇市场监督管理所、张家湾镇市场监督管理所
- 周清：北京市通州区市场监督管理局党组成员、副局长。工作分工：负责广告监督管理、网络监督管理、公平竞争秩序保护、价格监督管理、知识产权保护工作。分管广告监督管理科、网络交易监督管理科、公平竞争科、物价检查所、知识产权科、知识产权中心。联系潞源街道市场监督管理所、通运街道市场监督管理所、西集镇市场监督管理所
- 李捍华：北京市通州区市场监督管理局党组成员、副局长。工作分工：负责应急管理、重大活动保障、特殊食品和化妆品监管工作。分管应急管理科、特殊食品安全监督管理科、化妆品监督管理科、区食品药品监控中心。联系北苑街道市场监督管理所、杨庄街道市场监督管理所、新华街道市场监督管理所

## 机构设置
2021年2月，本机构下设：
- 办公室
- 研究室
- 法制科
- 执法协作科
- 登记注册科
- 市场监督管理一科
- 市场监督管理二科
- 企业信用建设与管理科
- 广告监督管理科
- 网络交易监督管理科
- 消费者权益保护科
- 知识产权科
- 公平竞争科（规范直销与打击传销工作办公室）
- 产品质量安全监督管理科
- 特种设备安全监察科
- 计量监督科
- 标准化科
- 食品药品安全协调科（区食药安委办秘书科）
- 食品生产安全监督管理科
- 食品流通安全监督管理科
- 食品市场安全监督管理科
- 餐饮服务安全监督管理科
- 特殊食品安全监督管理科
- 应急管理科（食品安全抽检监测科）
- 质量发展科
- 药品监督管理科
- 医疗器械监督管理科
- 化妆品监督管理科
- 宣传科
- 科技与财务审计科
- 人事教育科
- 党建工作科（小微企业个体工商户专业市场党建工作办公室）
- 机关党委
- 中仓街道市场监督管理所
- 玉桥街道市场监督管理所
- 北苑街道市场监督管理所
- 新华街道市场监督管理所
- 潞源街道市场监督管理所
- 通运街道市场监督管理所
- 永顺镇市场监督管理所
- 梨园镇市场监督管理所
- 宋庄镇市场监督管理所
- 张家湾镇市场监督管理所
- 马驹桥镇市场监督管理所
- 台湖镇市场监督管理所
- 潞城镇市场监督管理所
- 漷县镇市场监督管理所
- 西集镇市场监督管理所
- 永乐店镇市场监督管理所
- 于家务乡市场监督管理所